# Stazione di Lisburn
La stazione di Lisburn (in inglese britannico Lisburn railway station) è una stazione ferroviaria che fornisce servizio a Lisburn, contea di Antrim, Irlanda del Nord. Attualmente le linee che vi passano sono la Belfast-Newry, la Belfast-Bangor e soprattutto la Dublino-Belfast. La ferrovia fu aperta il 12 agosto 1839. Di recente la stazione ha subito un miglioramento strutturale consistente nella realizzazione di una nuova area di attesa sul binario 1, delle macchinette erogatrici di cibi e bevande. Sui binari 2 e 3 è stato aggiunta una caffetteria che è attiva durante le mattinate dei giorni feriali, per fornire servizio ai molti pendolari che usano la stazione. Sono state installate scale vicino a ogni binario. Il binario 3 è utilizzato principalmente nelle ore di punta, per garantire servizi aggiuntivi sulla linea Bangor–Newry. Il binario 2 è usato dai treni Intercity della linea Dublino-Belfast, sia diretti sia facenti fermata a Lisburn.

## Treni
Da lunedì a sabato c'è un treno ogni mezzora verso Portadown o Newry in una direzione e verso Bangor o Belfast nell'altra, con treni aggiuntivi nelle ore di punta. Di domenica c'è un treno per ogni direzione ogni ora e, fino al novembre 2010, un treno giornaliero Intercity Dublino–Belfast per ogni direzione. Dal dicembre 2010 l'estensione del binario 2 ha consentito di aumentare il servizio Intercity a tre treni giornalieri per ogni direzione, ogni giorno della settimana. 

## Servizi ferroviari
- Intercity Dublino–Belfast
- Belfast-Newry
- Belfast-Bangor

## Servizi
- Servizi igienici
- Capolinea autolinee
- Biglietteria a sportello
- Biglietteria self-service
- Distribuzione automatica cibi e bevande